# Compus de cinci octahemioctaedre
În geometrie compusul de cinci octahemioctaedre este un compus poliedric uniform format din 5 octahemioctaedre, cu simetrie icosaedrică (Ih).
Are indicele de compus uniform UC61.

## Colorare
Există unele controverse cu privire la modul de colorare al fețelor acestui compus poliedric. Deși modalitatea obișnuită de a colora un poliedru este de a-i colora fețele complet, inclusiv în interior, acest lucru poate duce la unele zone care formează doar suprafețe în jurul unui spațiu gol. Prin urmare, uneori este folosită ca metodă de colorare mai precisă „colorarea neo”. În colorarea neo, poliedrele orientabile sunt colorate în mod tradițional, dar poliedrele neorientabile au fețele colorate prin metoda modulo 2 (sunt colorate doar zonele cu densitatea impară. În plus, zonele suprapuse ale fețelor coplanare se pot anula reciproc.
| Colorare tradițională | "Colorare neo" |

## Mărimi asociate

### Coordonate carteziene
Are același aranjament al vârfurilor cu compusul de cinci cuboctaedre ca urmare coordonatele carteziene ale vârfurilor acestui compus sunt toate permutările ciclice ale
{\displaystyle \left(\,\pm 2,\,0\,\pm 2\,\right)}
{\displaystyle \left(\,\pm \varphi ,\,\pm \varphi ^{-1},\,\pm (2\varphi -1)\,\right)}
{\displaystyle \left(\,\pm 1,\,\pm \varphi ^{-2},\,\pm \varphi ^{2}\,\right)}
unde {\displaystyle \varphi ={\frac {1+{\sqrt {5}}}{2}}} este secțiunea de aur.

### Volum
Următoarea formulă pentru volum V este stabilită pentru lungimea laturilor tuturor poligoanelor (care sunt regulate) a:
{\displaystyle V={\frac {10{\sqrt {3}}}{3}}\,a^{3}\approx 5,773503~a^{3}.}